# Апий Клавдий Центон
Вижте пояснителната страница за други личности с името Клавдий Центон.
Апий Клавдий Центон (на латински: Appius Claudius Centho; Cento) e политик на Римската република през 2 век пр.н.е.
Той е вероятно син на Гай Клавдий Центон (консул 240 пр.н.е.) и брат на Гай Клавдий Центон (генерал 200 пр.н.е.).
През 178 пр.н.е. той става едил заедно с Гней Сервилий Цепион. През 175 пр.н.е. е претор на Близка Испания и за победата си против келтиберите получава овация. През 173 пр.н.е. е в Тесалия за разрешаването на конфликтите. През 172 пр.н.е. Центон, Цепион и Тит Аний Луск са изпратени с изискванията на Рим при последния македонски цар Персей. През 170 пр.н.е. той е легат на консула Авъл Хостилий Манцин в Илирия. Участва в третата Македонска война през 168 пр.н.е. с претор Луций Аниций Гал против Генций.